# Evenskjer
Evenskjer este o localitate din comuna Skånland, provincia Troms, Norvegia, cu o suprafață de 0,7 km² și o populație de 677 locuitori (2013).